# 夕月湊
夕月 湊（ゆうづき みなと）は日本の女性声優。主にアダルトゲームに声をあてている。

## 出演作品
太字は主役・メインキャラクター

### ゲーム

#### 2011年
- 爆走女装計画 〜もしも俺が女装させられてレディースに入隊させられたら〜（梨香[1]）
- 嫁の妹との淫愛 〜妻に隠れて交わる夫と義妹〜（範田 まゆ花）

#### 2012年
- 兄嫁・恥辱のタイムセール 〜夫には言えない、秘密のパート〜（菅波 智子[2]）
- 堕ちてゆく聖職淑女 〜いけない、夫に無理矢理やらされていただけなのに感じちゃう〜（真理[3]）
- 嫁の姉が巨乳過ぎて我慢できない 〜義姉さんがこんなにエロかったなんて!〜（葛城 千里[4]）

#### 2013年
- 人妻蹂躙飼育 〜悲鳴が嬌声に変わるまで躾けてやる!〜（望月 沙奈江[5]）
- もんむす乱舞 〜もうやめろ、俺の精力は0なんだっ……!〜（リッチ[6]）